# (1438) Wendeline
(1438) Wendeline – planetoida z grupy pasa głównego asteroid okrążająca Słońce w ciągu 5 lat i 229 dni w średniej odległości 3,16 au. Została odkryta 11 października 1937 roku w Landessternwarte Heidelberg-Königstuhl w Heidelbergu przez Karla Reinmutha. Pochodzenie nazwy planetoidy nie jest znane. Została ona nadana przez W. Schauba. Przed nadaniem nazwy planetoida nosiła oznaczenie tymczasowe (1438) 1937 TC.